# Saint-Soulan
 Saint-Soulan  là một xã của tỉnh Gers, thuộc vùng Occitanie, tây nam nước Pháp.